# Anisoplia tempestiva
Anisoplia tempestiva – gatunek chrząszcza z rodziny poświętnikowatych i podrodziny rutelowatych. Zamieszkuje Europę.

## Taksonomia
Gatunek ten opisany został po raz pierwszy w 1830 roku przez Jamesa Francisa Stephensa pod nazwą Anisoplia agricola. Okazała się ona jednak młodszym homonimem, w związku z czym za ważną uznaje się nazwę nadaną w 1847 przez Wilhelma Ferdinanda Erichsona.

## Morfologia
Chrząszcz o owalnym w zarysie ciele długości od 10,5 do 13,5 mm. Głowa i przedplecze są czarne ze słabym połyskiem metalicznym, całe stosunkowo gęsto porośnięte odstającymi włoskami przeciętnej długości. Krawędzie boczne przedplecza przed kątami tylnymi są proste do lekko wyokrąglonych. Pokrywy bywają jednolicie czerwonobrunatne, brunatne z czarnym plamkowaniem zwykle rozmieszczonym przy tarczce, na guzach barkowych i przedwierzchołkowo, albo też całkowicie czarne. Przednia ⅓ pokryw porośnięta jest owłosieniem długim i wełnistym, pozostała ich część natomiast krótkim i rzadkim. Powierzchnia pokryw jest delikatnie, poprzecznie pomarszczona, a rzędy i międzyrzędy są słabo zaznaczone. Samica ma boczne krawędzie pokryw z żeberkowatymi zgrubieniami poniżej guzów barkowych, natomiast u samca brak takich zgrubień. Całe pygidium gęsto obrastają dość długie, jasne włosy na jego wierzchołku formujące zagęszczoną kępkę. Przednie odnóża mają stopy u samca krótkie i masywne, z wcięciem u nasady ostatniego członu, u samicy zaś cieńsze i dłuższe, bez takowego wcięcia. Spodnią stronę ciała gęsto porasta jasne owłosienie.

## Ekologia i występowanie
Owad palearktyczny, europejski, znany z Francji, Szwajcarii, Włoch, Czech, Słowacji, Węgier, Słowenii, Chorwacji, Bośni i Hercegowiny, Serbii, Czarnogóry, Albanii, i Grecji. W całym zasięgu rzadko i lokalnie spotykany. Na „Czerwonej liście gatunków zagrożonych Republiki Czeskiej” umieszczony został jako gatunek regionalnie wymarły (RE).